# Little Catworth
Little Catworth är en by i civil parish Catworth, i distriktet Huntingdonshire, i grevskapet Cambridgeshire i England. Byn är belägen 13 km från Huntingdon. Little Catworth var en civil parish fram till 1885 när blev den en del av Catworth. Civil parish hade 29 invånare år 1931.